# Episodi di Dixon of Dock Green (diciassettesima stagione)
La diciassettesima stagione della serie televisiva Dixon of Dock Green è andata in onda nel Regno Unito dal 14 novembre 1970 al 6 marzo 1971 su BBC One.
| nº | Titolo originale           | Prima TV UK      |
| -- | -------------------------- | ---------------- |
| 1  | Waste Land                 | 14 novembre 1970 |
| 2  | The Undercover Man         | 21 novembre 1970 |
| 3  | The House in Albert Street | 28 novembre 1970 |
| 4  | Shadows                    | 5 dicembre 1970  |
| 5  | The Stranger               | 12 dicembre 1970 |
| 6  | File No 7/948732/462       | 19 dicembre 1970 |
| 7  | The Lag's Brigade          | 26 dicembre 1970 |
| 8  | Thin Thread                | 2 gennaio 1971   |
| 9  | Two Children               | 9 gennaio 1971   |
| 10 | As Good as a Picnic        | 16 gennaio 1971  |
| 11 | Mug's Game                 | 23 gennaio 1971  |
| 12 | Honour Among Thieves       | 30 gennaio 1971  |
| 13 | Shotgun                    | 6 febbraio 1971  |
| 14 | Nightmare Hours            | 13 febbraio 1971 |
| 15 | No One Loses               | 20 febbraio 1971 |
| 16 | The Silent Man             | 27 febbraio 1971 |
| 17 | Sleigh Ride                | 6 marzo 1971     |

## Waste Land
- Prima televisiva: 14 novembre 1970
- Scritto da: Eric Paice

### Trama
- Guest star: Arnold Peters (Chief Supt. Bannister), Margaret John (Mrs. Norman), Frank Mills (Milkman), Pat Gorman (PC), Scott Fredericks (agente Forbes)

## The Undercover Man
- Prima televisiva: 21 novembre 1970
- Scritto da: N. J. Crisp

### Trama
- Guest star:

## The House in Albert Street
- Prima televisiva: 28 novembre 1970
- Scritto da: Gerald Kelsey

### Trama
- Guest star:

## Shadows
- Prima televisiva: 5 dicembre 1970
- Scritto da: Eric Paice

### Trama
- Guest star: Bernard Archard (colonnello), Godfrey James (Ian Dyke), Harry Fowler (Duncan), Peter Thomas (Byron), Scott Fredericks (agente Forbes)

## The Stranger
- Prima televisiva: 12 dicembre 1970
- Scritto da: Gerald Kelsey

### Trama
- Guest star:

## File No 7/948732/462
- Prima televisiva: 19 dicembre 1970
- Scritto da: N. J. Crisp

### Trama
- Guest star:

## The Lag's Brigade
- Prima televisiva: 26 dicembre 1970
- Scritto da: David Ellis

### Trama
- Guest star:

## Thin Thread
- Prima televisiva: 2 gennaio 1971
- Scritto da: N. J. Crisp

### Trama
- Guest star: David Garth (Police Commander), Kenneth Watson (Waring), Jo Rowbottom (Julie Taylor), Denis Quilley (John Richard Everitt), Michael Goodliffe (Garfield Fenton)

## Two Children
- Prima televisiva: 9 gennaio 1971
- Scritto da: N. J. Crisp

### Trama
- Guest star:

## As Good as a Picnic
- Prima televisiva: 16 gennaio 1971
- Scritto da: N. J. Crisp

### Trama
- Guest star:

## Mug's Game
- Prima televisiva: 23 gennaio 1971
- Scritto da: Gerald Kelsey

### Trama
- Guest star:

## Honour Among Thieves
- Prima televisiva: 30 gennaio 1971
- Scritto da: David Ellis

### Trama
- Guest star:

## Shotgun
- Prima televisiva: 6 febbraio 1971

### Trama
- Guest star:

## Nightmare Hours
- Prima televisiva: 13 febbraio 1971
- Scritto da: Eric Paice

### Trama
- Guest star: Arnold Peters (Chief Supt. Bannister), Richard Davies (detective Chief Insp. Pearce), Wendy Richard (Barbara Walker), Frederick Jaeger (John Charles Walton), Michael Sheard (Night Porter)

## No One Loses
- Prima televisiva: 20 febbraio 1971
- Scritto da: N. J. Crisp

### Trama
- Guest star:

## The Silent Man
- Prima televisiva: 27 febbraio 1971
- Scritto da: N. J. Crisp

### Trama
- Guest star:

## Sleigh Ride
- Prima televisiva: 6 marzo 1971
- Scritto da: Eric Paice

### Trama
- Guest star: Dallas Cavell (direttore della banca), Glyn Owen (Victor Davis), Prentis Hancock (detective Stainer), Clifford Elkin (Boutique Manager)

## Waste Land
- Prima televisiva: 14 novembre 1970
- Scritto da: Eric Paice

### Trama
- Guest star: Arnold Peters (Chief Supt. Bannister), Margaret John (Mrs. Norman), Frank Mills (Milkman), Pat Gorman (PC), Scott Fredericks (agente Forbes)

## The Undercover Man
- Prima televisiva: 21 novembre 1970
- Scritto da: N. J. Crisp

### Trama
- Guest star:

## The House in Albert Street
- Prima televisiva: 28 novembre 1970
- Scritto da: Gerald Kelsey

### Trama
- Guest star:

## Shadows
- Prima televisiva: 5 dicembre 1970
- Scritto da: Eric Paice

### Trama
- Guest star: Bernard Archard (colonnello), Godfrey James (Ian Dyke), Harry Fowler (Duncan), Peter Thomas (Byron), Scott Fredericks (agente Forbes)

## The Stranger
- Prima televisiva: 12 dicembre 1970
- Scritto da: Gerald Kelsey

### Trama
- Guest star:

## File No 7/948732/462
- Prima televisiva: 19 dicembre 1970
- Scritto da: N. J. Crisp

### Trama
- Guest star:

## The Lag's Brigade
- Prima televisiva: 26 dicembre 1970
- Scritto da: David Ellis

### Trama
- Guest star:

## Thin Thread
- Prima televisiva: 2 gennaio 1971
- Scritto da: N. J. Crisp

### Trama
- Guest star: David Garth (Police Commander), Kenneth Watson (Waring), Jo Rowbottom (Julie Taylor), Denis Quilley (John Richard Everitt), Michael Goodliffe (Garfield Fenton)

## Two Children
- Prima televisiva: 9 gennaio 1971
- Scritto da: N. J. Crisp

### Trama
- Guest star:

## As Good as a Picnic
- Prima televisiva: 16 gennaio 1971
- Scritto da: N. J. Crisp

### Trama
- Guest star:

## Mug's Game
- Prima televisiva: 23 gennaio 1971
- Scritto da: Gerald Kelsey

### Trama
- Guest star:

## Honour Among Thieves
- Prima televisiva: 30 gennaio 1971
- Scritto da: David Ellis

### Trama
- Guest star:

## Shotgun
- Prima televisiva: 6 febbraio 1971

### Trama
- Guest star:

## Nightmare Hours
- Prima televisiva: 13 febbraio 1971
- Scritto da: Eric Paice

### Trama
- Guest star: Arnold Peters (Chief Supt. Bannister), Richard Davies (detective Chief Insp. Pearce), Wendy Richard (Barbara Walker), Frederick Jaeger (John Charles Walton), Michael Sheard (Night Porter)

## No One Loses
- Prima televisiva: 20 febbraio 1971
- Scritto da: N. J. Crisp

### Trama
- Guest star:

## The Silent Man
- Prima televisiva: 27 febbraio 1971
- Scritto da: N. J. Crisp

### Trama
- Guest star:

## Sleigh Ride
- Prima televisiva: 6 marzo 1971
- Scritto da: Eric Paice

### Trama
- Guest star: Dallas Cavell (direttore della banca), Glyn Owen (Victor Davis), Prentis Hancock (detective Stainer), Clifford Elkin (Boutique Manager)